# Amilar Pinto de Lima
Amilar Pinto de Lima (Coronel Fabriciano, 24 de outubro de 1931 – Ipatinga, 2 de fevereiro de 2016) foi um político brasileiro. Foi vereador (de 1963 a 1970) e prefeito (de 1973 a 1977) do município de Coronel Fabriciano, além de vice-prefeito de 1983 a 1988, em mandato de Paulo Almir Antunes.

## Origem
Amilar Pinto de Lima nasceu em 24 de outubro de 1931 no então distrito Melo Viana (atual município de Coronel Fabriciano), pertencente a Antônio Dias, no interior do estado de Minas Gerais. Aos treze anos de idade, passou a trabalhar como comerciante no Armazém Lima, que foi um dos principais estabelecimentos da localidade. Até sua morte, foi casado com Alice Azevedo Lima, com quem teve três filhas.

## Vida pública e política
Amilar foi eleito vereador em Coronel Fabriciano em 1963, filiado ao Partido Social Democrático (PSD), sendo reeleito em 1967, desta vez pelo Movimento Democrático Brasileiro (MDB). Em 1973, elegeu-se prefeito da cidade ao lado de José Torres Bhering como vice-prefeito, sucedendo ao mandato de Rufino da Silva Neto e sendo sucedido por Mariano Pires Pontes em 1977.
Um de seus principais feitos foi sua participação na primeira comissão a favor do reconhecimento do Vale do Aço como uma aglomeração urbana, conquistando uma audiência com o então governador Rondon Pacheco em Belo Horizonte e a liberação de verbas para a execução do projeto em 1974. Houve neste ano a criação da Associação dos Municípios da Microrregião do Vale do Aço (AMVA). A atual Região Metropolitana do Vale do Aço (RMVA) veio a ser criada em 1998. Filiado ao Partido do Movimento Democrático Brasileiro (PMDB), Amilar foi vice-prefeito de Coronel Fabriciano em mandato de Paulo Almir Antunes entre 1983 e 1988. Nas eleições de 1988, candidatou-se a prefeito novamente em eleição que contou com oito candidatos. Conseguiu 22,60% dos votos válidos, porém ficou em segundo lugar, perdendo para Hélio Arantes de Faria (PSDB), que venceu com 23,66% dos votos.
Em janeiro de 2016, foi internado no Hospital Márcio Cunha, em Ipatinga, após complicações de um acidente vascular cerebral (AVC) sofrido em novembro de 2015. Faleceu por volta das 9 horas da manhã do dia 2 de fevereiro de 2016, vítima de falência múltipla dos órgãos, sendo enterrado às 10 horas do dia seguinte no Cemitério Parque Vale da Saudade, em Fabriciano.